# Josef Grünpeck
Josef Grünpeck, auch Joseph Grünpeck Boioarius (* 24. Juli 1473 in Burghausen; † nach 1530, wahrscheinlich um 1532 in Steyr/Oberösterreich), war ein deutscher Humanist, Schriftsteller, Mediziner, Astrologe und Historiograph.

## Leben

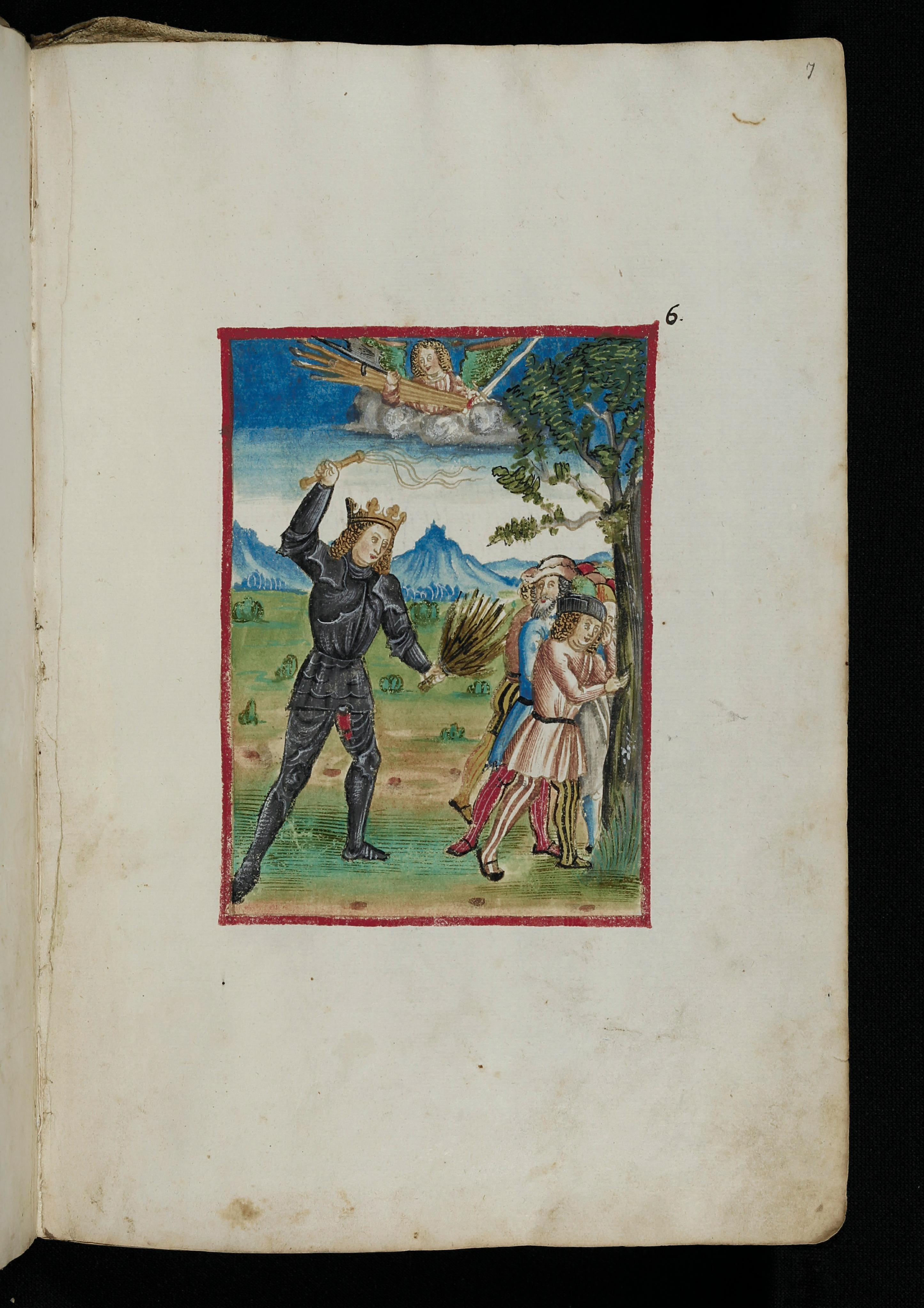
Illustration aus der autographen Handschrift von Grünpecks De reformatione ecclesiae, um 1520 (Karlsruhe, BLB, Cod. Durlach 19, fol. 7r)

Geboren wurde Grünpeck in der oberbayerischen Stadt Burghausen. Sein mutmaßliches Geburtsdatum ist in einem Geburtshoroskop überliefert. Er studierte ab 1487 in Ingolstadt, wo er im Jahr 1488 den Titel eines Baccalaureus und 1491 den eines Magister Artium (Magister der Freien Künste) erlangte, sowie 1494 in Krakau; dabei kam er auch mit den humanistischen Kreisen um Conrad Celtis in Berührung. Nach einigen Reisen nach Italien und Tätigkeiten als Schriftsteller sowie als Privatlehrer von Patrizierkindern bekleidete er 1496 eine Professur für Rhetorik in Ingolstadt. 1497 führte er mit seinen Zöglingen vor dem späteren Kaiser Maximilian I. (HRR) das Huldigungsspiel „Virtus et Fallacicaptrix“ auf. Daraufhin wurde er noch im gleichen Jahr als Amanuensis (Schreiber oder Schreibgehilfe) in die Dienste Kaiser Maximilians aufgenommen.
1500 war er als Canonicus in Altötting bestellt, erkrankte 1501 in Augsburg an Syphilis und genas von der Erkrankung 1503 in Augsburg. Während seiner Erkrankung erprobte Grünpeck Behandlungsmethoden dieser Infektionskrankheit und hielt seine Erkenntnisse und Erfahrungen schriftlich fest. Seine beiden schriftlichen Abhandlungen über Ursprung, Entstehen und Verlauf der Erkrankung, sowie die von ihm erprobten und beschriebenen Heilmethoden zählen zu den ältesten Berichten dieser Art und sind deshalb medizingeschichtlich von Bedeutung.
Danach lebte Grünpeck in mehreren Städten und erhielt am 8. April 1505 in Regensburg die Möglichkeit, im Auftrag des Rates der Stadt eine städtische Lateinschule zu eröffnen. Für den Betrieb der Schule wurden Räume in einem Wohnhaus in der Wahlenstraße Nr. 24 zur Verfügung gestellt. Nach Ablauf eines erfolgreichen ersten Schuljahres wurde Grünpeck eine Zulage von fünf Gulden gewährt. In den Folgejahren war Grünpeck nur unregelmäßig in Regensburg und erscheint dort ab 1518 gar nicht mehr. Stattdessen verfasste er aber eine Geschichte Regensburgs von der Römerzeit bis in die Gegenwart (1519).
In diesen Jahren war Grünpeck unermüdlich als Verfasser düsterer Prophezeiungen tätig. Er verfasste zwölf Abhandlungen solcher Prognostiken. In seinem mehrfach aufgelegten Hauptwerk, ausgestattet mit illuminierten Holzschnitten und dem Titel Speculum naturalis, caelestis et propheticae visionis (Nürnberg 1507, 1508) werden neben Naturwidrigkeiten und Missgeburten auch Kriege mit triumphalen Siegen der Feinde des Kaiserreichs vorhersagend beschrieben. Ebenso von ihm vorhergesagt werden der Zerfall der Kirche, die als sinkendes Kirchenschiff dargestellt wird und der Zerfall der gesamten Gesellschaftsordnung. Damals waren solche Weissagungen Modeerscheinungen und waren auch finanziell sehr einträglich. Sie wurden deshalb auf dem Konzil von Trient verboten.
Auf Bestellung, aber auch ungefragt, lieferte der geschäftstüchtige Grünpeck auch gezielte Prophezeiungen für einzelne weltliche und geistliche Personen und sogar für Städte wie Regensburg oder Augsburg, zumal viele Astrologen für die Jahre um 1520 eine Sintflut vorhergesagt hatten. Speziell Für Regensburg stellte Grünpeck nachträglich auch die bereits 1519 vollzogene Vertreibung der Juden aus Regensburg und die Zerstörung ihrer Häuser als durch die Sterne prädestiniert dar.
Über den weiteren Betrieb der Lateinschule liegen bis 1524 keine Berichte vor. Ab 1524 wurde die Lateinschule ohne Grünpeck im bereits von vielen Mönchen verlassenen Augustinerkloster von zwei vor Ort verbliebenen Mönchen betrieben, die im Verlauf der Reformationsunruhen in Regensburg im Kloster geblieben waren und gezeigt hatten, dass sie der Lehre Luthers zugeneigt waren. Nach der offiziellen Einführung der Reformation in Regensburg 1542 entwickelte sich die Lateinschule in neuen Räumen an einem neuen Standort in der Gesandtenstraße am Eck zur Gasse Am Ölberg zum städtischen Gymnasium poeticum. Diese neue städtische Schule wurde zu einer der beiden Vorläuferschulen des heutigen Albertus-Magnus-Gymnasiums.

## Ehrung
Wegen der andauernden Bedeutung der mit Hilfe Grünpecks erfolgten Schulgründung wurde in Regensburg im Stadtteil Innerer Westen eine Straße nach ihm benannt.

## Werke
Zu den wichtigsten Werken Grünpecks zählen seine Ausführungen über die Heilung der Syphilis, eine der ersten Veröffentlichungen zu dieser Krankheit, sowie seine historiographische Schrift Historia Friderici III et Maximiliani I. Daneben veröffentlichte er eine größere Anzahl prophetisch-astrologischer Schriften, die wohl hauptsächlich dem Gelderwerb dienten. Von Joseph Grünpeck sind außerdem mehrere Flugblätter erhalten geblieben. In mehrfacher Auflage bekannt sind seine astrologischen Flugschriften:
- Eine neue Auslegung der seltsamen Wunderzeichen und Wunderpürden ... von 1507 zum Reichstag zu Konstanz,[7] sowie die Neuauflage von 1515.
- Ein Spiegel der natürlichen, himmlischen und prophetischen Sehungen (Speculum naturalis, coelestis et propheticae visionis), sein prognostisch-astrologisches, auf den Index gesetztes Hauptwerk von 1508,[8] sowie die Neuauflage von 1522.

Von einigen seiner Werke sind noch autographe Handschriften erhalten, so von der Historia Friderici et Maximiliani (Wien, ÖNB, Cod. 2402) oder De reformatione ecclesiae (Karlsruhe, Badische Landesbibliothek, Cod. Durlach 19).